# Promachus noscibilis
Promachus noscibilis är en tvåvingeart som beskrevs av Austen 1915. Promachus noscibilis ingår i släktet Promachus och familjen rovflugor. Inga underarter finns listade i Catalogue of Life.